# Шуслерови соли
Шуслеровите соли (на немски: Schüßler-Salze) са алтернативни лекарствени препарати, съдържащи минерални соли в хомеопатична доза (потенциране). Родоначалник на терапията със солите е хомеопатичният лекар Вилхелм Хайнрих Шуслер, който се основава на предположението, че болестите възникват от нарушения на минералния баланс в клетките на човешкото тяло и могат да бъдат излекувани чрез хомеопатични дози от минерали. Тези предположения не са научно признати, а ефикасността на шуслеровите соли не е доказана.

## История

### „Биохимично лечение“ на Вилхелм Хайнрих Шуслер
През 1837 г. хомеопатичният лекар Вилхелм Хайнрих Шуслер публикува в Allgemeine Homoeopathische Zeitung статията „Съкратена терапия, основана на хистология и клетъчна патология“ (на немски: Eine abgekürzte Therapie gegründet auf Histologie und Cellularpathologie), която съдържа основните характеристики на неговото учение. На 16 страници той представя теорията си за терапия, наречена „Биохимично лечение“ (на немски: Biochemische Heilweise). Хилядите лекарства, които съществуват в хомеопатията по негово време, биват сведени до дванадесет основни соли, наречени „Шуслерови соли“, които са достатъчни за лечение на почти всички болести.
Доктор Шуслер приема, че болестите възникват въз основа на нарушени биохимични процеси причинени от „нарушен минерален баланс“, дължащ се на липсата на специфичен минерал, засягащ целия метаболизъм. Доставяйки на клетката тези минерали, той предполага че ще излекува човека. За тази цел потенцира солите, с цел да запълни липсите на клетъчно ниво. По негово мнение, силно разредените „фини“ минерали, т.е. отделните йони, влизат директно във вътрешността на клетката и така я лекуват от патологични отклонения.

### Диференциация от хомеопатията
Доктор Вилхелм Шуслер обяснява, че неговата терапия е „не хомеопатична“, защото не се базира на „Принципът на сравнимостта“ (подобното се лекува с подобно), който се пропагандира от доктор Самуел Ханеман – основателят на хомеопатията, а се дължи на физиологично-химичните процеси в човешкия организъм.
В публикацията си в „Allgemeine Homoeopathische Zeitung“ доктор Шуслер пише: „В основата на моите изследвания беше хистологията, нейната химия, неорганичните компоненти на тъканите и физиологичните ефекти или функции на тези компоненти.“
В своите изследвания той открива дванадесет различни съединения, така наречените соли на доктор Шуслер, от които човешкото тяло би се повлияло положително. В предговора към по-късните издания на неговото произведение той признава влиянията, които физиологът Якоб М. Молешот и патологът Рудолф Вирхов имат върху неговата теория.
Постоянните конфликти с водещи хомеопати предизвикват доктор Шуслер да напусне общността на лекарите-хомеопати през 1876 г., но това не слага край на бурната полемика между двата лагера, която продължава няколко десетилетия. Конвенционалната медицина също не обръща внимание на новата биохимична терапия на Шуслер.
След края на Втората световна война Ханс-Хайнрих Йоргенсен (на немски: Hans-Heinrich Jörgensen) – вицепрезидент на Биохимичната асоциация в Германия, изказва мнението, че Шуслеровите соли могат да се използват не само за компенсиране на симптомите на дефицит, но също и съгласно хомеопатичния принцип на подобие.

### Диагностика чрез анализ на лицето
Доктор Шуслер твърди, че по лицето на човек са „изписани“ липсите на определен минерал. Анализирайки различни характеристики на лицето (цвят, структура, бръчки и блясък на кожата). Това определя и вида на солта и дозата, която трябва да се взима. По-късно доктор Курт Хикетир (на немски: Kurt Hickethier) доразвива теорията за „анализ на лицето“. Така например, според Хикетир, липсата на сол номер 3 (Ferrum phosphoricum), може да бъде разпозната, наред с други признаци, във вътрешните ъгли на окото с по-тъмен, синьо-черен до черен цвят. Чрез последващия прием на съответния минерал Хикетие наблюдава (по негови данни) намалението на тези аналитични признаци по лицето.
„Лицевата диагноза“ не издържа на научните критерии.

## Шуслеровите соли в 21 век

### Алтернативна медицина
Като форма на терапия Шуслерови соли са част от алтернативната медицина, за която не е нужно медицинско образование или предписание от лекар. Терапията със солите се изучава в различни технически училища, школи по хомеопатия и натуропатия. През 2012 г. само в Германия са регистрирани над 80 асоциации, в които се преподава и практикува терапията на доктор Шуслер.

### Разпространение
Солите на доктор Шуслер са хомеопатични лекарствени продукти по смисъла на германския закон за лекарствата (AMG), които се предлагат на пазара като готови лекарствени продукти съгласно опростена процедура за одобрение (регистрация). За разлика от разрешението за лекарствени продукти, ефективността на хомеопатични лекарствени продукти не е необходимо да се доказва при регистрация, но се тестват качеството, безопасността, противопоказанията и индикациите.
В България Шуслеровите соли, произведени от Немския хомеопатичен съюз (на немски: Deutsche Homöopathie-Union (DHU) и внесени от Алпен фарма, са регистрирани по закона за лекарствените продукти в хуманната медицина. Съществува и паралелен внос на Шуслерови соли, които се разпространяват в аптечната мрежа като хранителни добавки, регистрирани по закона за храните.

## Ефективност
Солите на Шуслер нямат фармакологичен ефект. Независимата германска потребителска организация Stiftung Warentest достига до извода: „Шуслеровата биохимия не е подходяща за лечение на заболявания.“ Едзард Ернст, академичен медик и изследовател на нетрадиционната и алтернативна медицина, отсъжда през 2007 и 2010 г.: „Някои германски здравноосигурителни каси поемат разходите за лечение [с тези соли], но това не променя факта, че тази „терапия“ не трябва да се класифицира като лечение, оценявано като ефективно.“

## Дванадесетте Шуслерови соли
- Шуслерова сол № 1 Калциум флуоратум (Calcium Fluoratum)
- Шуслерова сол № 2 Калциум фосфориĸум (Calcium phosphoricum)
- Шуслерова сол № 3 Ферум фосфориĸум (Ferrum phosphoricum)
- Шуслерова сол № 4 Калиум хлоратум (Kalium chloratum)
- Шуслерова сол № 5 Kалиум фосфориĸум (Kalium phosphoricum)
- Шуслерова сол № 6 Калиум сулфуриĸум (Kalium sulfuricum)
- Шуслерова сол № 7 Магнезиум фосфориĸум (Magnesium phosphoricum)
- Шуслерова сол № 8 Натриум хлоратум (Natrium chloratum)
- Шуслерова сол № 9 Натриум фосфориĸум (Natrium phosphoricum)
- Шуслерова сол № 10 Натриум сулфуриĸум (Natrium sulfuricum)
- Шуслерова сол № 11 Силицея (Silicea)
- Шуслерова сол № 12 Калциум сулфурикум (Calcium sulfuricum)